# بذر القمر الدورياني
بذر القمر الدورياني (الاسم العلمي:Menispermum dauricum) هو نوع من النباتات يتبع جنس بذر القمر من الفصيلة البذر القمرية.